# Гриценко Хведір Хведорович
Хведір Хведорович Гриценко (Холодний)  (нар.3 червня 1814 — пом.1889) — український музикант, бандурист, кобзар.

## Життєпис
Народився на Полтавщині у селі Глинські Опішнянської волості Зіньківського повіту.
У 14 років осліп. Учився Хведір досить довго — 8 років у незрячих панотців Василя Назаренка і Дмитра Кочерги, від останнього вивчив думи «Вдова і три сини», «Про сестру та брата», а згодом три роки в оркестрах панів Твардовських, Кочубеїв, Абаз.
Багато переймає у слобідського торбаніста Семена Чаплі та бандуриста Івана Однорога. За свідченням П. Мартиновича, Хведір Холодний отримав благословення самого Гаврила Зелінського (Вовка) і «посів його бандуру» (отримав у спадок). У виконавській манері Гриценка-Холодного поєдналися найкращі сторони кобзарського і бандурницького мистецтва XIX ст. Гра Холодного викликала захоплення у найвибагливіших шляхетських аудиторіях, натомість незрячі співці були переконані, що Хведором грає «нечистий». Учнями Хведора Холодного були: Семен Скорик (з Ізюму Харківської області), Василь Парасочка (м. Костянтиноград) та Іван Городницький (м. Костянтиноград). За свідченням П. Мартиновича, Хведір Гриценко-Холодний знав 8 дум, 72 псальми і кількасот пісень.
Про Федора Холодного (Гриценка) кобзаря, «рівного якому не було й, можливо, не буде» (В. Мішалов), дійшло до наших днів дуже мало письмових згадок. Відомо, що вражав «голови слухаючі» не тільки надзвичайно експресивною манерою співу, а й дивовижною технікою гри (сучасники захоплювалися «скрипковим звучанням» його сорокап'ятиструнної бандури). «Бандурник він без числа хороший, — казали про нього кобзарі, — і вже гра, вже гра! Своїм духом гра, та й годі». А псевдонім Холодний Федір Федорович Гриценко дістав тому, що, обурений байдужістю людей до долі співців, волів «краще тремтіти й мерзнути на холоді, мокнути під дощем, аби не звертатися по допомогу». (О. Сластіон) Холодний, на відміну від інших менш талановитих кобзарів, був такий бідний, що не мав змоги ні найняти собі поводиря, ні обзавестися притулком.
Кобзар Опанас Бар, із захопленням розповідаючи Сластіону про гру Ф. Гриценка-Холодного, запевняв, що нічого подібного він іще не чув: «Було, як сяде, як зашкряба, як затужить, то й сам плаче, і всі за ним, а мідяки то, як той горох, у коновочку тільки тр… тр… тр…». Бар казав, що Гриценко-Холодний міг босими ногами грати на бандурі будь-якого козачка.
«Дуже дивний кобзар був Холодний, — писав Порфірій Мартинович у листі від 3 серпня 1932 року до Гната Хоткевича. — Іноді, як грав на бандуру, так у його звуки зливались, і така гра його була, як гра на скрипці, що не чути бренькання!.. І грав на кобзі так, неначе говорила кобза його, словами вимовляла. У мене дух захватило, як я його вперше почув! І як він спитав мене, як мені здається його гра, то я довгесенько мовчав од захвату духа, од великого дива, не міг зразу й слова промовити». Таке велике враження справила гра Ф. Гриценка-Холодного на П. Мартиновича, який до нього зустрічався з багатьма кобзарями й добре розумівся на їхньому мистецтві.
Незважаючи на неабиякий талант, Ф.Гриценко-Холодний не любив свого мистецтва. «Мені якби місце трапилось тихе, — говорив він, — то я і грать би не грав. Хай їй лиха година зовсім».
З репертуару Ф. Гриценка-Холодного надруковано лише три думи: «Про Івася Коновченка», «Бідна вдова і три сини», «Сестра та брат». Численні ж записи — дума «Втеча трьох братів із города Азова з турецької неволі», псалми та пісні — зберігаються в архіві Інституту мистецтвознавства, фольклору та етнографії імені М. Т. Рильського АН України.

### Репертуар
Знав 8 дум:
- «Про вдову й трьох синів»,
- «Про сестру та брата»,
- «Втеча трьох братів з Азова»,
- «Маруся Богуславка»,
- «Брати Самарські»,
- «Олексій Попович»,
- «Фесько Ганжа-Андибер».
- Івась Коновченко

Знав 72 псалми.

### Учні
У Ф. Гриценка-Холодного навчався відомий згодом кобзар Михайло Кравченко.